# JedermannJedefrau
JedermannJedefrau – Das Salzburger Festspielmagazin ist ein wöchentliches Live-TV-Magazin, das seit 2017 während der Zeit der Salzburger Festspiele auf ORF 2 zu sehen ist. Es handelt sich um das erste periodische Kulturmagazin in Österreich, das von einem Landesstudio für das nationale TV-Programm ORF 2 produziert wurde.

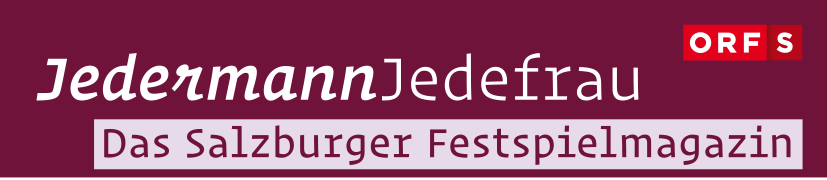
Logo von JedermannJedefrau

## Geschichte
JedermannJedefrau wurde, basierend auf der Idee und unter der Leitung von Landesdirektor Christoph Takacs, vom ORF-Landesstudio Salzburg komplett neu entwickelt und produziert. Erstmals wurde die Sendung am 21. Juli 2017 landesweit auf ORF 2 und in der Folge auf ORF III sowie auf „fidelio“, der Klassikplattform von ORF und Unitel, ausgestrahlt. Drehplatz war das Open-Air-Studio über den Dächern von Salzburg auf der Presse-Terrasse des Hauses für Mozart sowie in den Folgejahren Schloss Leopoldskron Schloss Leopoldskron, jener Platz, den man auch als Wiege der Salzburger Festspiele bezeichnen könnte.

### Idee
Dieses TV-Magazin soll einen Bogen zwischen den Salzburger Festspielen und dem Publikum spannen. Im Zentrum steht Salzburg als Kulturstandort, die Innen- und Außenwirkung der Festspiele sowie deren wirtschaftliche Bedeutung. Zu Wort kommen Künstler in Interviews – nach Möglichkeit werden diese live geführt.

### Reichweite
Trotz der für Kultursendungen frühen Sendezeit um 18.30 Uhr verfolgten bis zu 400.000 Personen dieses neue TV-Format, die durchschnittliche Reichweite lag bei 243.000 Zuschauern und einem Marktanteil von 20 Prozent.

## Die Sendung

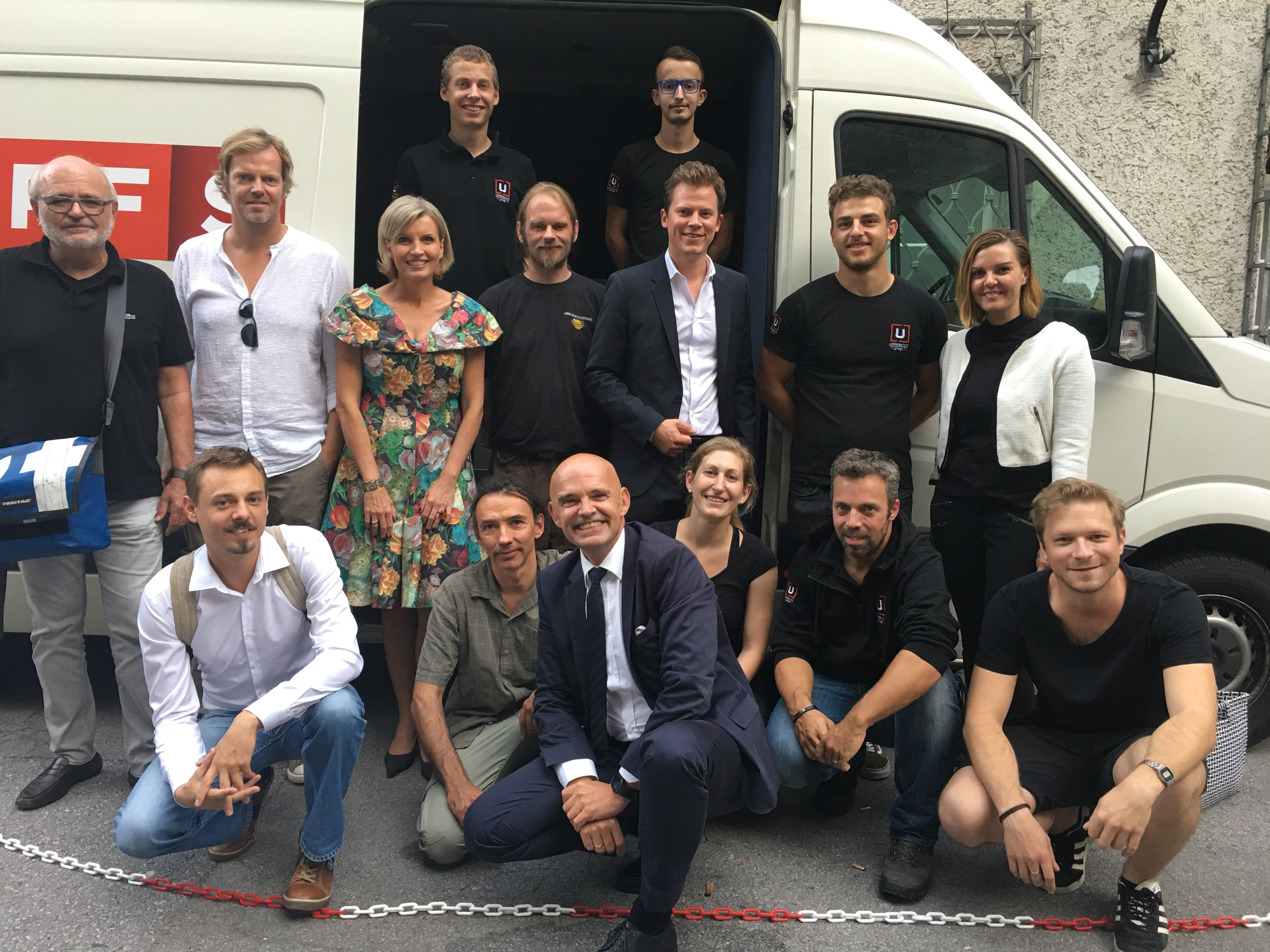
Mitarbeiterfoto

JedermannJedefrau ist eine Mischung aus Hintergrundberichten, Kurzinterviews und Service-Elementen. Sie versteht sich als eine Zusammenfassung der ausklingenden Festivalwoche und liefert einen Ausblick auf die kommenden Produktionen und Ereignisse. Die Sendung versucht, kulturelle Belange möglichst publikumsnah zu transportieren, und bietet auch einen Veranstaltungskalender, das Festspielwetter oder Tipps für Besucher an. Zum Start der 100. Salzburger Festspiele sendet JedermannJedefrau eine 50-minütige Spezialsendung des Salzburger Festspielmagazins.

### Mitarbeiter
- Kurt Liewehr – Regie und technische Leitung
- Mario Trantura – Produktionsleiter
- Romy Seidl – Moderation 2017–2020
- Tobias Pötzelsberger – Moderation 2017–2018
- Manuel Horeth – Moderation 2019